# Архстояние
Архстоя́ние — крупнейший в Европе и России фестиваль ландшафтных арт-объектов (ленд-арта) в самом большом арт-парке Европы «Никола-Ленивец». 
Проводится ежегодно один (летний) или два (зимний и летний) фестиваля. 
Основан в 2006 году Николаем Полисским, который впоследствии от фестиваля дистанцировался.
На территории парка создано множество арт-объектов, которые открыты для туристов.

## Описание
Фестиваль проводится два раза в год с 2006 года. Название возникло благодаря близости площадки к реке Угра. Организаторы утверждают, что именно в районе проведения фестиваля происходило знаменитое Стояние на Угре. Старейший участник, организатор и идейный вдохновитель фестиваля — Николай Полисский. К каждому фестивалю специально приглашённые архитекторы создают арт-объекты из природных материалов: дерева, снега, сена, лозы и т. д. Некоторые объекты функциональны: плоты, качели, самый длинный в Европе батут длиной 50 метров и даже туалеты. Большинство объектов взаимодействуют со зрителем — в них можно зайти, залезть, на них можно прокатиться.
Объекты, возникшие благодаря «Архстоянию», стали частью ландшафта арт-парка Никола-Ленивца. С 2006 года здесь был создан 101 арт-объект, участие в фестивале приняло более 150 авторов, среди которых Франсуа Рош (Франция), Николай Полисский, Александр Бродский, Адриан Гейзе и бюро West 8 (Нидерланды), АБ Manipulazione Internazionale, Юрий Григорян, бюро Борис Бернаскони и другие. Сейчас на территории Никола-Ленивца 27 объектов, включая внефестивальные объекты Николая Полисского. Часть объектов переехали на другие территории.

## Цели фестиваля
- Развитие современной архитектуры, ландшафтной архитектуры и искусства, институциализация места как международного «экспо» в области ландшафта, архитектуры и искусства.
- Развитие территории и ее уникальности при помощи современных социокультурных, аграрных и художественных практик.
- Создание устойчивой экосистемы, целью которой является создание нового образа жизни.

## Место проведения
Фестиваль проводится в Калужской области на территории Парка «Никола-Ленивец», который расположен между деревнями Звизжи, Никола-Ленивец и Кольцово.

## История
Арт-критик Ирина Кулик писала в 2006 году о первом фестивале «Архстояние»:
Разнообразные фестивали и выставки актуального искусства на открытом воздухе всегда проходили с большим успехом, будь то ныне прекратившая своё существование «АртКлязьма», на память от которой бывшему пансионату на Клязьминском водохранилище остались экстравагантные объекты садово-паркового искусства, или стартовавшее в прошлом году «АртПоле» на Рублёвском шоссе. Но «АрхСтояние», пожалуй что, является некоей новой ступенью эволюции этого жанра. Запанибратская, с кострами, песнями и футболом, русская «любовь к природе» сменилась какой-то почти японской почтительной нежностью.

Объекты «АрхСтояния» задуманы как временные, но в них нет ни случайной эфемерности остатков пикника, который надо убирать сразу по окончании фестиваля, ни той товарной самодостаточности, которая позволяет вынуть их из пейзажа, как с витрины, и перенести в любое другое место (как это, скажем, предполагают экспонаты «АртПоля»).
Произведения участников фестиваля не кокетничают своей инородностью пейзажу и не стремятся подчинить его себе, но просто разделяют его бытие.
Остается только пожалеть, что такие отношения между архитектурой и пейзажем не распространяются дальше заповедного Николы-Ленивца.

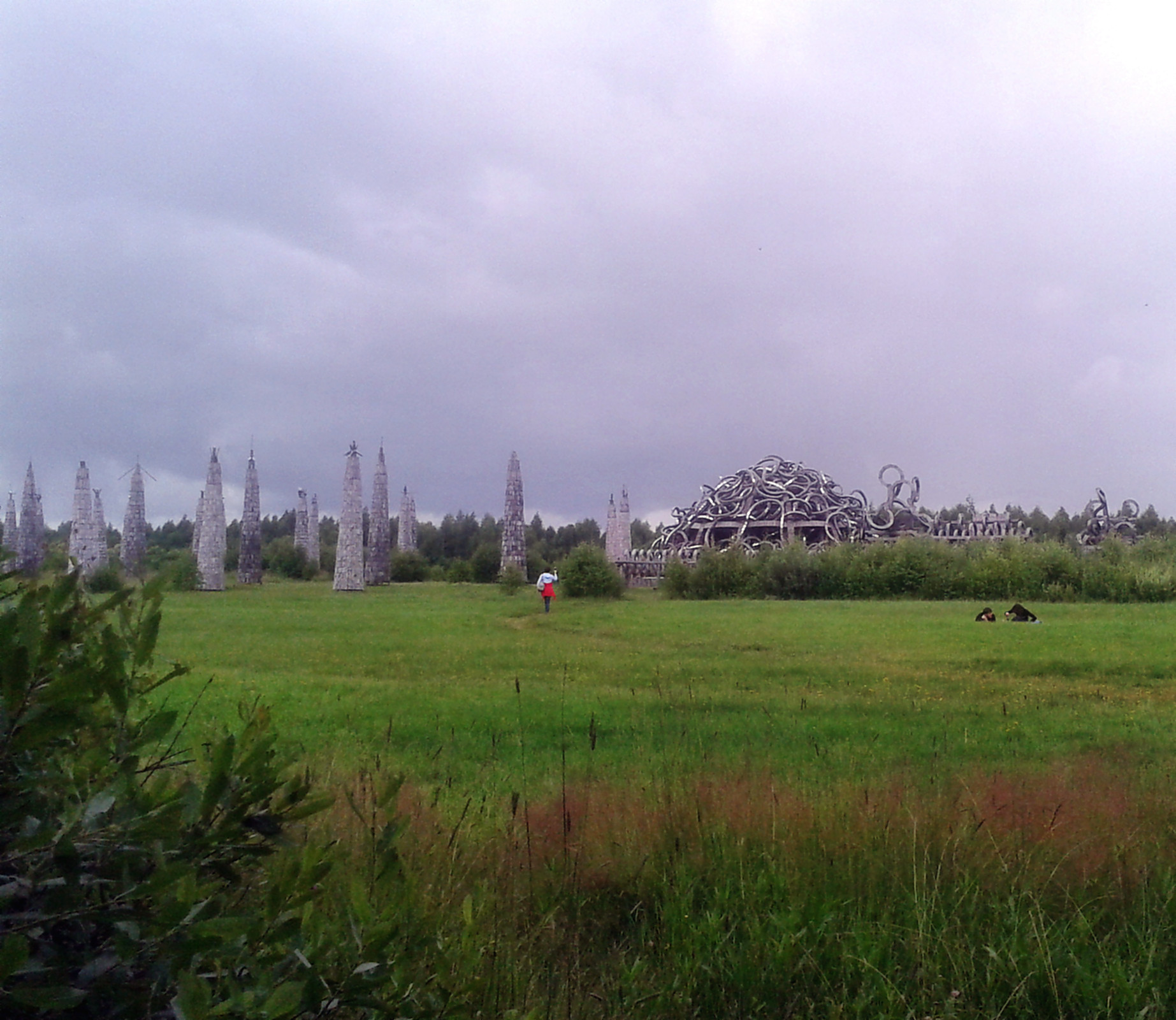
Общий вид парка «Никола-Ленивец»

### Архстояние 2006
Даты фестиваля: 29—30 июля 2006.
Количество зрителей: 500 чел.
Манифест: Никола-Ленивце пройдет Форум — ключевое событие фестиваля АрхСтояние.
Вниманию публики будут представлены построенные объекты, объединенные в увлекательный экскурсионный маршрут.
Архитекторы-авторы объектов расскажут о своих произведениях и взглядах на лэнд-арт как искусство, а их соавторы — местные жители проведут мастер-классы по технологиям экодизайна: плетению из березняка, созданию объемов из сена, строительству шалашей и кладке поленьев.
В программе Форума — торжественное открытие, осмотр объектов, круглый стол «Пять веков стояния на Угре: искусство примирения», на котором эксперты оценят возможности лэнд-арта в деле преобразования территорий.
Кроме этого — знакомство с местной кухней, музыкальная программа, неформальное общение и природное вдохновение.

#### Публикации
- Кулик Ирина. Ленивецкая архитектура. Открылся первый фестиваль «АрхСтояние» // Коммерсантъ. — 31 июля 2006 года.
- Хачатуров Сергей. Мир хижинам — война дворцам. Фестиваль «Архстояние» как лаборатория «смиренной архитектуры» // Время новостей. — № 135. — 1 августа 2006 года.

### Архстояние 2007
Тема: 2-й фестиваль «Граница»
Даты фестиваля: 4 августа 2007.
Количество зрителей: 1 500 чел.
Куратор: Антон Кочуркин
Манифест: Необычайной красоты пейзажи Никола-Ленивца самодостаточны в своей красоте.
Бесспорно, с ними не сравнится ни одно из человеческих изобретений.
Поскольку жизнедеятельность человека ограничивается его возможностями, силами, ландшафтом, в пограничных пространствах на периферии его влияния всегда возникает конфликт, который, впрочем, человек тоже стремится включить в поле своей деятельности.
Тема «Граница» — это повод поработать на стыке актуального искусства и архитектуры, в сельском ландшафте Никола-Ленивца, но в то же время внутри «музея» под открытым небом; в природном заповеднике, но на периферии посёлка; внутри активно развивающегося комплекса, но в то же время, расположенного в глубокой провинции; в сложившейся самобытной среде, оригинальной социальной структуры, на территории, стремящейся развить свою харизму на разных социальных и культурных уровнях.
Свои мысли на эту тему реализуют гений места Николай Полисский, и голландский гуру средового дизайна Адриан Гезе из прославленной команды West 8.

#### Публикации
- Киселёв Никита. Большие шишки на «АрхСтоянии»: Интервью с Юлией Бычковой // Известия. — 6 августа 2007 года.
- Боде Михаил. Четвёртый Рим под Калугой. В селе Никола-Ленивец открылся фестиваль «Архстояние» // Российская газета — Столичный выпуск. — № 4432. — 6 августа 2007 года.
- Кулик Ирина. Ландшафту определили «Границу». «Архстояние» в Николе-Ленивце // Коммерсантъ. — № 138/П (3714). — 6 августа 2007 года.

### Архстояние 2008
Тема: 3-й фестиваль «Ноев ковчег»
Даты фестиваля: 1 марта 2008.
Количество зрителей: 2 500 чел.
Кураторы: Антон Кочуркин, Юля Бычкова.
Манифест: Кураторы проекта продолжают исследовать пространственные и знаковые границы современного российского лэндарта, а также актуальные процессы, происходящие в «приграничных зонах» — архитектуре, дизайне, искусстве.
Команды ведущих российских архитекторов и художников, откликнувшихся на вызов кураторов, предъявляют свое видение понятия «Граница», создав под открытым небом Никола-Ленивца монументальные сооружения.

#### Публикации
- Хачатуров Сергей. Занимательная орнитология. Выставка ландшафтных объектов Архстояние-2008 // Время новостей. — 3 марта 2008 года.
- Сокол Хаим. И грачи тоже прилетели // Газета.Ru. — 3 марта 2008 года.
- Соколов-Митрич Дмитрий. Художники зажигают // Известия. — 4 марта 2008 года.
- Ромер Фёдор. Безграничная архитектура. Как отметить масленицу средствами современного искусства // Культура. — № 9. — 6 марта 2008 года.
- Иоч Константин. Где на Руси стоять хорошо. «Город счастья» построили в деревне // Российская газета — Неделя. — 13 марта 2008 года.
- Колосов П. Пограничное АРХСТОЯНИЕ в Никола-Ленивце // Технологии строительства. — 2008. — № 2 (57). — С. 138—145.
- Круг Павел. «АрхСтояние-2008». Несмотря на проливной дождь, парад плотов собрал большое число зрителей (недоступная ссылка) // НГ Антракт. — 25 июля 2008 года.
- Алякринская Наталья. Место для счастья // Огонёк. — № 31 (5057). — 28 июля — 3 августа 2008 года.

### Архстояние 2009
Тема: 4-й фестиваль «Вне земли»
Даты фестиваля: 24—25 июля 2009.
Количество зрителей: 3 400 чел.
Кураторы: Антон Кочуркин, Юля Бычкова.
Манифест: В информационном обществе XXI века смешиваются понятия реально существующего и воображаемого.
Явление «медиа» симулирует объекты материального мира, которые, в свою очередь, теряют ценность.
Развитие «медийных» технологий повлекло за собой развитие архитектуры и актуального искусства, существующих в формате, где физическая форма теряет свою стабильность и постоянство.
Традиционные способы работы с пространством и материалом требуют пересмотра.
В рамках фестиваля будут представлены новые объекты искусства, архитектуры и ландшафта.
Призыв представить архитектуру, не прибегая к традиционному архитектурному
языку, сподвиг авторов совместить природное и искусственное, обратиться к динамическим композициям, синтезировать новые пространственные качества и выявить коммуникативные
свойства места, тем самым активно изменяя восприятие места.
Под лозунгом «Вне Земли» будут представлены объекты, использующие не только архитектурные средства, но и проекции, звуки, тактильные эффекты, возможности цвета и света в сочетании с тактичным отношением к природной среде.
Неординарные пространственные решения неизбежно порождают новые способы связи и взаимодействия зрителей и объектов.

#### Публикации
- Дмитриева И. Грачи улетели // Технологии строительства. — 2009. — № 2 (64).
- Архброжение (недоступная ссылка) // Газета. — 1 марта 2009 года.
- Федоренко Мария. «Механический лес», «Гиперболоидная градирня» и другие объекты на фестивале «Архстояние» // Сноб. — 27 июля 2009 года.
- Боде Михаил. «Архстояние-2009»: путь в Версаль // Infox.ru. — 27 июля 2009 года.
- Петров Владимир. У калужской деревни обнаружены «внеземные» творения землян // Российская газета — Центральный федеральный округ. — 27 июля 2009 года.
- Кабанова Ольга. Цветёт гречиха в поле у «Ротонды» // Ведомости. — № 137 (2407). — 27 июля 2009 года.
- Мойст Велимир. В деревню за искусством // Газета.Ru. — 27 июля 2009 года.
- Хлебникова Вероника. Николай Полисский: «Дизайн — это не здесь» // Газета. — 28 июля 2009 года.
- Кулик Ирина. Беспочвенный лэнд-арт // Культура. — № 29 (7692). — 30 июля — 5 августа 2009 года.
- Васильева Жанна. Дверь от дома, которого нет. Фестиваль «Архстояние» открылся под Калугой // Российская газета — Федеральный выпуск. — № 4961 (137). — 28 июля 2009 года.
- Васильева Жанна. Версаль на Угре. В Калужской области прошло очередное «Архстояние» // Итоги. — № 32 (686). — 3 августа 2009 года.
- Орлова Ольга. Ответ земли // ЭКА.ru. — 24 августа 2009 года.
- Нечипоренко Юрий. Никола-Ленивецкий промыслы. Социальный проект и арт-партнёрство // Русский журнал. — 27 августа 2009 года.

### Архстояние 2010
Тема: 5-й фестиваль «Девять муз лабиринта»
Даты фестиваля: 24—25 июля 2010.
Количество зрителей: 4 000 чел.
Куратор: Олег Кулик
Манифест: Фестиваль полемизирует с «приземленностью» сложившейся западной традиции лэнд-арта, который развился на волне мощных экологических движений в защиту окружающей среды и стал частью левого движения на Западе.
Однако изначальный импульс лэнд-арта, если ориентироваться на Роберта Смитсона и Ричарда Лонга, возник как раз из медитативных практик с одной стороны, и убегания от рынка с другой.
Различные экологические и политические контексты — это уже вторичное присвоение художественных жестов социальным активизмом.
Организаторы фестиваля предлагают совершить следующий шаг от лэнд-арта — к гео-арту, от дифференциального к интегральному, от локального к глобальному, от природных ландшафтов к ландшафтам внутренним, психологическим, открывающим нам взаимосвязи множества феноменов «реального» мира, то есть говоря по иному — совершить полет в теле коллективного вдохновения.
- Захаров Николай. В Калужской области открылся фестиваль «Архстояние» // НТВ. — 25 июля 2010 года.

### Архстояние 2011
Тема: 6-й фестиваль «Протосарай»
Даты фестиваля: 29—31 июля 2011.
Количество зрителей: 5 500 чел.
Куратор: Антон Кочуркин
Манифест: Тема фестиваля этого года, идея интерпретировать сарай как предмет искусства вызвала живой отклик творческой публики.
По словам куратора Антона Кочуркина, "Важной частью концепции является то, что новые объекты явились не только актами искусства, но архитектурными павильонами, давшими новые градостроительные смыслы территории.
Произошло закрепление новых функциональных звеньев парка и деревни: выставочный зал, сарай, беседка, отель.
Благодаря фестивалю созданы новые точки активности.
Эти активности стали новыми ориентирами в пространстве «Архстояния», маркирующие и отождествляющие территорию деревни, фестиваля и «кемпинга не сене».

#### Публикации
- Курбатов А. А. Нет повести запутанней на свете, чем повесть о… // Территория и планирование. — 2011. — № 1 (31).
- Малкис Людмила. «Архстояние» и Николай Полисский // Архилюди.ру. — 17 мая 2011 года.
- Интервью Юлии Бычковой радио «Роскультура» // Радио «Роскультура». — 28 мая 2010 года.
- Фестиваль «Архстояние» обустроит сараями деревню Никола-Ленивец // РИА Новости. — 27 июля 2011 года.
- Горбачёв Александр. «Архстояние-2011» Берег утопии // Афиша. — 27 июля 2011 года.
- Гулин Игорь. Сарай обретённый // Коммерсантъ Weekend. — № 28 (3624). — 29 июля 2012 года.
- Саминская Ирина, Ганиянц Мария. Сарай-музей и сарай-отель встречают посетителей «Архстояния-2011» // РИА Новости. — 30 июля 2011 года.
- Простые формы // ТРК «Ника». — 2 августа 2011 года.
- Соловьёв Сергей. Сельский креатив // Новые Известия. — 3 августа 2011 года.
- Калашникова Елена. В деревне Никола-Ленивец Калужской области прошёл шестой ежегодный фестиваль ландшафтных объектов «Архстояние», собравший более 6000 гостей // Новая газета. — 4 августа 2011 года.
- Коробова Капитолина. Тропа, ведущая к капищу: красиво и загадочно // Весть. — № 399—402 (7214—7217). — 27 октября 2011 года.
- Низгораев Иван. «Я уже тут». Разговоры участников Архстояния-2011 // Полит.ру. — 30 ноября 2011 года.

### Архстояние 2012
Тема: 7-й фестиваль «Знаки движения»
Даты фестиваля: 27—29 июля 2012.
Количество зрителей: 6 000 чел.
Куратор: Катя Бочавар
Манифест: Тема «Знаки движения» была обусловлена расширением фестивального пространства и увеличением на нем творческой активности.
Движение — ключевое понятие, задающее векторы развития для любой территории.
Пространство воспринимается нами благодаря движению внутри него.
Исследование движения, его форм, знаков, символов — одна из целей взаимодействия архитекторов, художников, исполнителей этим летом.
«Архстояние» ищет формы освоения, «проживания» территории фестиваля, существующие между архитектурой, изобразительным искусством, перформансами и исследовательскими практиками.
В этом году авторы не просто представляют архитектурные объекты, а создают их в контексте задуманных маршрутов.
Участники фестиваля предложат свои маршруты — авторские сценарии движения в пространстве Никола-Ленивца.

#### Публикации
- Гулин Игорь. Инфраструктура ландшафта // Коммерсантъ Weekend. — № 27 (272). — 20 июля 2012 года.
- Рутковский Вадим. 5 арт-событий недели — на экране, в парке и на стадионе // Сноб. — 23 июля 2012 года.
- «Архстояние-2012»: увидеть природу, услышать тишину // Московские новости. — 23 июля 2012 года.
- Логунова Инна. «Архстояльцы» возьмут небо штурмом. «Сюда приходят только те, кто что-то делает» // Московские новости. — 23 июля 2012 года.
- 27-29 июля в Калужской области пройдет долгожданный фестиваль «АРХСТОЯНИЕ 2012. ЛЕТО» (недоступная ссылка) // Информационный портал города Калуги. — 23 июля 2012 года.
- Галанов Евгений. Пикник со сдвигом: Архстояние-2012 // Ваш досуг. — № 29. — 25 июля — 5 августа 2012 года.
- Золотухин Валерий. «Архстояние-2012». Лето. Гид «Большого города» // Большой город. — 26 июля 2012 года.
- Острогорский Александр, Вяхорева Виктория. Фестиваль «Архстояние-2012». Что делать на главном фестивале ленд-арта // Афиша. — 26 июля 2012 года.
- В калужской деревне открылся седьмой по счету фестиваль «Архстояние» // Полит.ру. — 27 июля 2012 года.
- Мойст Велимир. Строения про движения. Открывается «Архстояние-2012» // Газета.ру. — 27 июля 2012 года.
- Машукова Александра. Арка на рассвете // Ведомости — Пятница. — 27 июля 2012 года.
- Петров Владимир. Построили лестницу в небо // Российская газета — Центральный федеральный округ. — 29 июля 2012 года.
- Рубахин Константин. В деревне Николо-Ленивец Калужской области проходит летний фестиваль «Архстояние 2012» // Свободная пресса. — 29 июля 2012 года.

### Архстояние 2013
Тема: 8-й фестиваль «Выход из леса»
Даты фестиваля: 26—28 июля 2013.
Количество зрителей: 6 500 чел.
Куратор: Катя Бочавар
Манифест: Во время подготовки фестиваля организаторами был сделан новаторский беспрецедентный шаг — показать «архитектуру без архитектуры».
Именно поэтому основными действующими лицами события стали не только архитекторы, традиционно представляющие свои объекты во время фестиваля, но к ним присоединились художники, актеры, музыканты и танцоры.
В 22 проектах для зрителя открылись все направления современной культуры и помогли переосмыслить пространство Никола-Ленивецкого парка, благодаря смелым и дерзким художественным высказываниям.

#### Участники

##### Архитектура
- Проектная группа «Поле-дизайн» — проект «Ленивый зиккурат»,
- Архитектурное агентство «8 линий» — проект «ЭДВА» (энергетический диск № 2),
- Ирина Корина — проект «Саженец».

##### Перформансы
- PoemaTheatre — проект «Выход из леса» (автор идеи — Филипп Григорьян, режиссёр — Валентин Цзин),
- Юлиус фон Бисмарк (Германия) — проект «Две сферы»,
- Борис Куприянов и Александр Свердлов — проект «Полевая читальная»,
- Федор Павлов-Андреевич — проект «Домик подвешенного»,
- Оля Кройтор — проект «Без названия».

##### Саунд-арт
- Владимир Раннев — проект «Вход в лес»,
- Петр Айду — проект «Зов»,
- ::[[vtol]]:: — проект "Вавилонский водопровод,
- Electroboutique — проект «Голос леса»,
- АБ «Обледенение архитекторов» — проект «Общение овощей»,
- STEREOGLIDE — проект «THE LIFE OF THE OBJECT»

### Архстояние 2014
Тема: 9-й фестиваль «Здесь и сейчас»
Даты фестиваля: 25—27 июля 2014.
Количество зрителей: 8 000 чел.
Куратор: Ричард Кастелли (Richard Castelli — Франция)
Манифест: "В этом году Архстояние завершает строительство высотных объектов на территории парка «Версаль» объектом «Ленивый Зиккурат» (проектная группа «Поле-Дизайн», Владимир Кузьмин и Николай Калошин).
Территория фестиваля не расширяется, однако на ней появляются причудливые артефакты — следы коллаборации между российским и европейскими художниками.
Главное, чего удается достичь — выстраивание продолжительных процессов, где искусство видится скорее как фиксация событий, постепенно превращающихся в продукт новой жизни территории.
При участии международной команды и куратора Ричарда Кастелли мы исследуем временные параметры искусства и архитектуры.
Объекты фестиваля исследуются временны́ми мерками, и временны́е параметры преобладают над геометрическими.

#### Участники

##### Архитектура
- Проектная группа «Поле-дизайн» — проект «Ленивый зиккурат»,
- Архитектурное агентство «8 линий» — проект «ЭДВА» (энергетический диск № 2).

##### Перформансы
- Марк Форманек — проект «Ленивецкие часы»,
- Сашико Абе — проект «Ножницы и бумага»,
- Александр Алеф Вайсман — проект «Купель»,
- Жан-Люк Брессон — проект «Облачная кухня»,
- CYLAND (Сергей Комаров, Игорь Добровольский) — проект «Крипта»,
- Сергей Касич — проект «Атональная архитектоника — зиккурат»,
- Варя Павлова — проект «Lisokot»,
- Наталья Корзанова, Ян Калнберзин, Ольга Красных — проект «Эволюция звука»,
- Цирк Шарля ля Танна — проект «Кванториум» (режиссёр — Алексей Розин).

### Архстояние 2015
Тема: 10-й фестиваль «Звизжи»
Даты фестиваля: 31 июля — 2 августа 2015.
Количество зрителей: 9 000 чел.
Кураторы: Юлия Бычкова, Антон Кочуркин
Манифест: В этом году международный фестиваль ландшафтных объектов АРХСТОЯНИЕ делает шаг навстречу деревне.
Проблема убывания деревни сегодня стоит остро: упразднение сельского хозяйства, отток молодежи, оскудение культурной жизни; инфраструктура, построенная в советский период, приходит в упадок.
Фестиваль заходит на территорию деревни Звизжи, которая находится рядом с арт-парком Никола-Ленивец.
Художники и архитекторы преобразят важнейшие объекты деревни — сельский магазин, клуб, автобусную остановку, въездной знак, улицы.
АРХСТОЯНИЕ выявит идентичность деревни, проявит ее притягательный образ, и оставит жителям функциональные объекты для дальнейшей эксплуатации.

#### Участники

##### Архитектура
- Николай Полисский — проект «Сельпо»,
- Сергей Чобан, Агния Стерлигова — проект «Музей сельского труда»,
- Алексей Козырь — проект «Бельведер звизжский»,
- Archpoint — проект «ДК Звизжи»,
- Ляля Ваганова — проект «Продолжение пейзажа».
- UltimatumGroup — проект «Coocoorussa»

##### Перформансы
- PoemaTheatre — проект «Дамы и господа»,
- Lisokot — проект «Бесценные запасы».
- SoundArtist.ru

##### Саунд-арт
- JJ (Швеция),
- Torn Hawk (США),
- High Wolf (Франция)

#### Публикации
- Марина Анциперова. «Архстояние-2015»: чего ждать от фестиваля в Никола-Ленивце // Афиша.ру — 30 июля 2015 года.
- Мария Кравцова. Путеводитель по работам Николая Полисского, рассказанный им самим // Артгид — 29 июля 2015 года.
- Айгуль Хабибуллина. Сельпо из «шашлыка» // Lenta.ru — 3 августа 2015 года.
- Александра Шестакова. «Архстояние» едет в деревню // Коммерсант — 29 июля 2015 года.
- Фестиваль ландшафтных объектов «Архстояние 2015» // ТАСС — 1 августа 2015 года.
- Архстояние-2015 // Газета.ру — 2 августа 2015 года.
- Юлия Шишалова. Русское поле экспериментов: фестиваль «Архстояние-2015» // arch: speech — 2 августа 2015 года.

### Архстояние 2016
Тема: 11-й фестиваль «Убежище»
Даты фестиваля: 22—24 июля 2016.
Куратор: Антон Кочуркин
Манифест: Четверть века назад Никола-Ленивец был укромным местом для открывших его художников.
Сюда ехали за свободой, вдохновением и покоем.
Но к сегодняшнему моменту из маленькой далекой деревни у реки Угры Никола-Ленивец превратился в большой арт-парк, стал площадкой для творческого международного обмена и привлёк большое количество людей, тем самым упустив идею уединения.
Летом 2016 года мы реинтерпретируем первоначальную роль Никола-Ленивца, как укрытия.
На международном фестивале ландшафтных объектов АРХСТОЯНИЕ парк представит новые объекты — убежища не ради физического сохранения, но ради сохранения эмоциональной чистоты и покоя, для возможности продолжать жизнь.

#### Участники

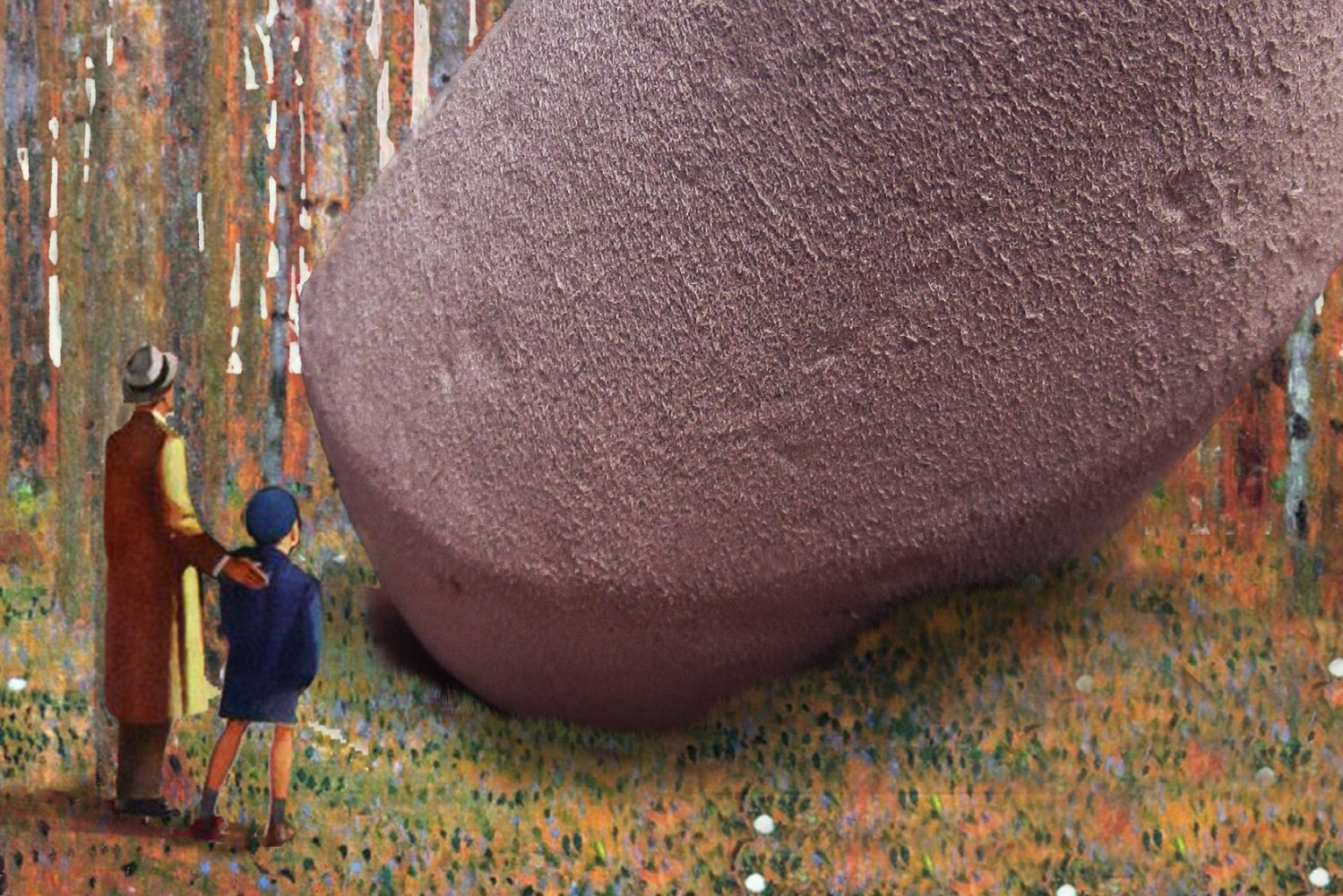
Макет проекта «Комета» для фестиваля Архстояние 2016, авторы: архитектурное бюро Form

- Макет проекта «Комета» для фестиваля Архстояние 2016, авторы: архитектурное бюро FormАрхитектурное бюро Form — проект «Комета». Издалека, идущему вдоль поля путешественнику бросается в глаза инородное тело, будто упавшее на опушку леса из неоткуда. Как и все, что имеет трудноописуемый контур, оно притягивает и настораживает одновременно. Взаимодействие со зрителем начинается сразу при попадании объекта в поле зрения. Подобно комете на фресках Джотто, объект вселяет библейский ужас вместе с гипнотическим влечением. Это знамение имеет двойственную, потустороннюю природу. Объект настроен враждебно или предлагает убежище?

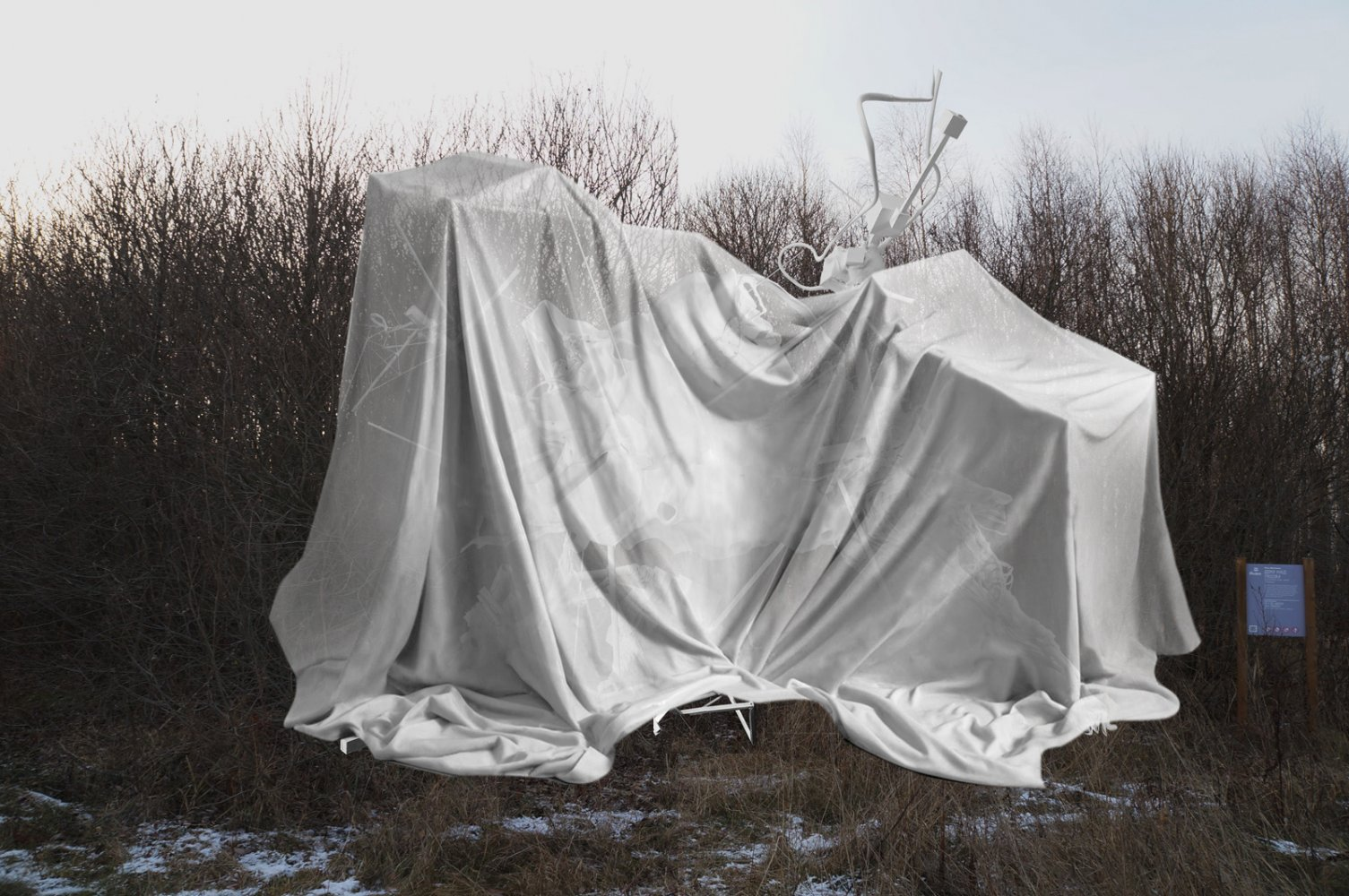
Макет проекта «Обитаемая скульптура для людей» для фестиваля Архстояние 2016, авторы: Дмитрий и Елена Каварга (проект Kawarga)

- Макет проекта «Обитаемая скульптура для людей» для фестиваля Архстояние 2016, авторы: Дмитрий и Елена Каварга (проект Kawarga)Kawarga (Дмитрий и Елена Каварга) — проект «Обитаемая скульптура для людей».  Арт-объект, основанный на идее взаимопроникновения ландшафтной скульптуры и архитектуры. Биоморфный по пластике и природный по своей сути, он состоит из синтетических материалов — нескольких видов полимеров и композитов, полиэфирной смолы и стекловолокна.

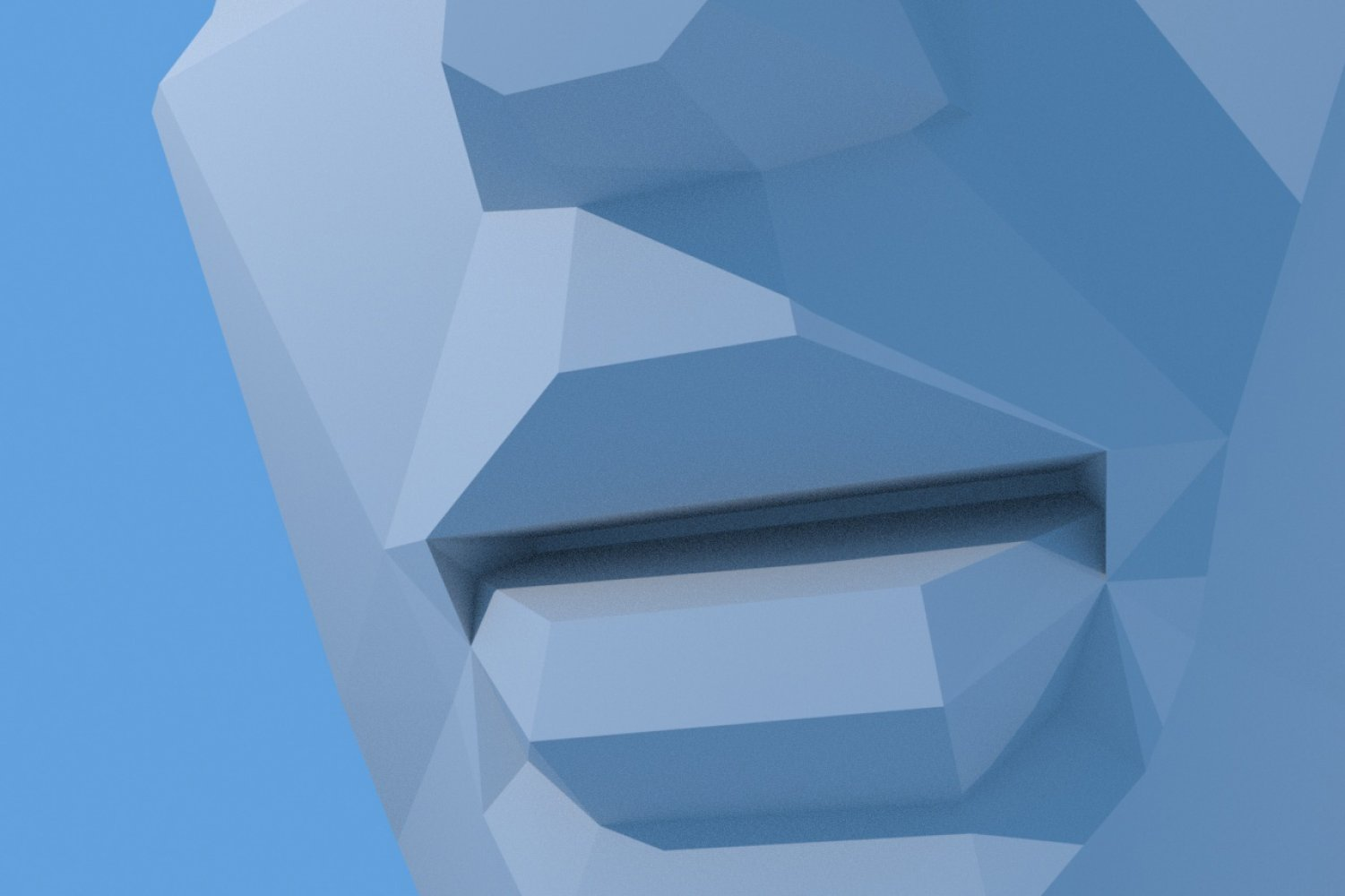
Макет проекта «Голова дом бомжа» для фестиваля Архстояние 2016, автор: Павел Суслов

- Макет проекта «Голова дом бомжа» для фестиваля Архстояние 2016, автор: Павел СусловПавел Суслов — проект «Голова дом бомжа». Это пятнадцатый вариант конструкции из холстов на подрамниках, предназначенной для временного жилья на пленэре в рамках проекта «дом бомжа». Состоит из 254 полотен, которые при необходимости снимаются с каркаса для работы в удаленных уголках заповедника. Этюды создаются в течение лета. Когда все холсты написаны, объект демонтируется.
- Архитектурное бюро Wowhaus — проект «Мост».
- Ирина Корина — проект «Теневой павильон».
- Дмитрий Жуков — проект «Личная вселенная №5».
- Обледенение Архитекторов и другие.

Специальный проект: Николай Полисский

### Архстояние 2017
Тема: 12-й фестиваль «Как жить?»
Даты фестиваля: 21—23 июля 2017.
Куратор: Антон Кочуркин
Манифест: В этом году фестиваль АРХСТОЯНИЕ акцентирует внимание на одном из трех качеств, на которых основывается архитектура, а именно на пользу архитектурного произведения и предлагает художникам и архитекторам представить свое видение минимального Пространства Для Жизни, попытавшись авторским вариантом буквально ответить на вечный вопрос «Как жить?» АРХСТОЯНИЕ 2017 определяет новые стандарты пространства для жизни, представив ряд объектов, где авторская воля становится сильнее функциональности и нормативов.

#### Участники
- Recycle
- Кирилл Челушкин
- Анна Щетинина
- Архитектурное бюро Wowhaus
- Глеб Скубачевский
- Архитектурное бюро «Хвоя»
- Арт-группа «Алыча» и другие.[2]

### Архстояние 2018
Тема: фестиваль «Со-Здание»
Даты фестиваля: 27 – 29 июля 2018.
Куратор: Антон Кочуркин

### Архстояние 2019
Тема: фестиваль «Территория для 321 исполнителя»
Даты фестиваля: 26 – 28 июля 2019.
Куратор: Антон Кочуркин

### Архстояние 2020
Тема: 15-ый юбилейный фестиваль «Лень» 
Даты фестиваля: 4 – 6 сентября 2020.
Куратор: Антон Кочуркин

### Архстояние 2021
Тема: «Личное»
Даты фестиваля: 23 – 25 июля 2021.
Куратор: Антон Кочуркин

### Архстояние 2022
Тема: «Счастье есть?»
Даты фестиваля: 29 – 31 июля 2022.
Куратор: Антон Кочуркин

### Архстояние 2023
Тема: «Игра в предсказания»
Даты фестиваля: 28 – 30 июля 2023.
Куратор: Антон Кочуркин

### Архстояние 2024
Тема: «Мы»
Даты фестиваля: 26 – 28 июля 2024.
Куратор: Антон Кочуркин

### АрХХстояние 2025
Тема: 20-ый юбилейный фестиваль «Моё главное»
Даты фестиваля: 25 – 27 июля 2025.
Количество зрителей: 10 000 чел.
Куратор: Василий Бычков
Описание: мы живем в мегаполисе, перенасыщенном смыслами. трудно отделить от них своё сокровенное — тот самый город внутри тебя.
приезжая в никола-ленивец, мы разрешаем себе смотреть в небо, падать в траву у ротонды, говорить с близкими и незнакомыми — дышать и жить свободно, не торопясь.
«архстояние 2025» предлагает отправиться в путешествие по белому городу, городу-миражу в поисках своего главного.
поля и просеки парка станут частью планировочной структуры. арт-объекты, дома и другие сооружения очертят контур воображаемых проспектов и площадей. появятся центры притяжения: аэровокзал, лечебница, музей, площадь церемоний и даже горсовет.
Манифест: Уже 20 лет «Архстояние» собирает на территории Никола-Ленивца известных и молодых художников, скульпторов и архитекторов. в этом году на три дня территория фестиваля превратится в иллюзорный «Белый город», который станет проекцией для мыслей о самом главном. Как в настоящем городе, здесь построят аэровокзал, лечебницу, музей, исправительное учреждение, школу, площадь церемоний и даже горсовет.

#### Участники

##### Архитектура
- Лифт - Дарья Ивашкина (автор). Кабина лифта, неотъемлемый элемент высотного города, невероятным образом переместится на лесную просеку, чтобы стать началом вашего путешествия по фестивалю. Куда вы решите поехать, вверх или вниз? В компании друзей или незнакомцев? И что ждет вас в этой короткой поездке? (4 мин, до 8 человек)
- Воздушный порт - Аристарх Чернышев (автор). Огромное динамическое табло с расписанием рейсов - фантазия об идеальной транспортной системе, способной перенести вас в место назначения, минуя переполненный бездушный аэропорт.
- Аллея звёзд - Василий Бычков (автор). Фестиваль, выросший их архитектурных идей и принципов, в юбилейный год вернется к корням. Вдоль просеки выстроится 36 мини-монументов, созданных известными российскими архитекторами и отражающих самые важные принципы их творчества. Проект создан в рамках партнёрства с "Арх Москвой".
- Музей - Наринэ Тютчева (автор). Культурная институция белого города своими пропорциями повторяет Парфенон - всемирно признанный символ музея. Попав внутрь, вы внезапно окажетесь в песочнице - с палочками, камнями  и маленькими граблями. Песок сохранит следы вашего присутствия, но лишь до тех пор, пока не придет кто-то еще.
- Лечебница - Василий Бычков (автор). Идеальный профилакторий для души с терапевтическими чаепитиями, метафорическими прививками и благотворными разговорами. В этом пространстве свободы и арт-терапии любые особенности - всего лишь вариации нормы.
- 8 башен - Василий Бычков (автор). Уединенное пространство для диалога с главными философами античности. Днем внутри башен будет здорово лежать на сене, смотреть в небо и думать о вечном.
- Горсовет - Борис Орлов, Сергей Шеховцев, Сергей Яралов (авторы). Главный орган власти белого города, принявший форму музыкального органа, мистического и много голосового, воодушевляющего толпы. Только вместо музыки и возвышенных речей здесь зазвучат голоса гостей фестиваля.
- Площадь церемоний - АрхБюро MegaBudka (архитектурное бюро).  Центральное место белого города, где проходят торжественные события и церемонии и дежурит грозная бабушка с ведром - полумифическая посредница между горожанами и горсоветом.
- Обитель - Михаил Белов (автор).  Прибежище для путников всех возрастов от основателя бумажной архитектуры. Укрывшись на его территории - от буйства ли стихии, от городского ли хаоса, а то и просто от жизненных неурядиц - можно обрести кров над головой, настил под ногами и душевный покой.
- Источник - Антон Кочуркин (автор).  Пространство медитации и созерцания, вдохновленное балийскими праздниками, напоминает о хрупкости природы и позволяет восстановить диалог с ней.
- Polygon - Александр Штанюк (автор).  Проект-победитель опен-колла "поле моей мечты" создаст новый ландшафт вокруг ротонды, превратив поле в светящийся низко полигональный мираж.
- Исправительное учреждение - Валерий Лизунов (автор) & ArchPoint  (арт-группа).  В отличие от большого мира, в Никола-Ленивце исправляются добровольно и коллективно. Каждый сам выбирает, какие пристрастия и установки стоит переосмыслить, а окружающие с интересом наблюдают за этой трансформацией.
- Школа - CitizenStudio (арт-группа) & Studio 911 (арт-группа).  7 парусных лодок посреди леса ждут большой воды и готовят к ней пассажиров. Здесь можно узнать все о строительстве и устройстве идеальных городов, ведь знания - самое ценное, что можно взять в будущее.
- Присутственное место - Илья Мукосей (автор).  Каждый посетитель белого города должен в течение 24 часов с момента приезда явиться в присутственное место, зарегистрироваться в службе одного окна и получить квитанцию!

## Галерея
См. также Список объектов арт-парка Никола-Ленивец

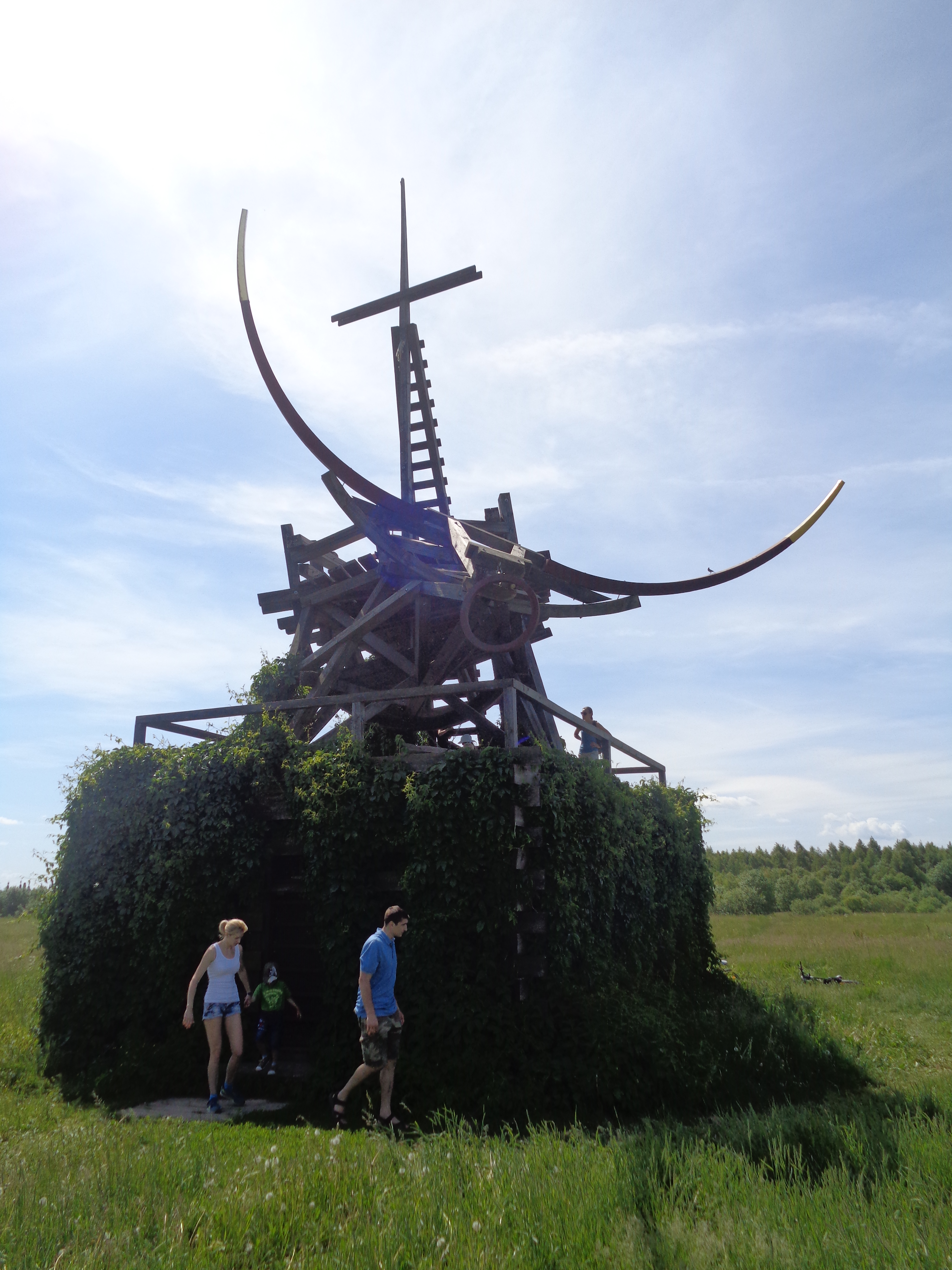
Арт-объект «Позолоченный телец», автор Василий Щетинин, 2009 год
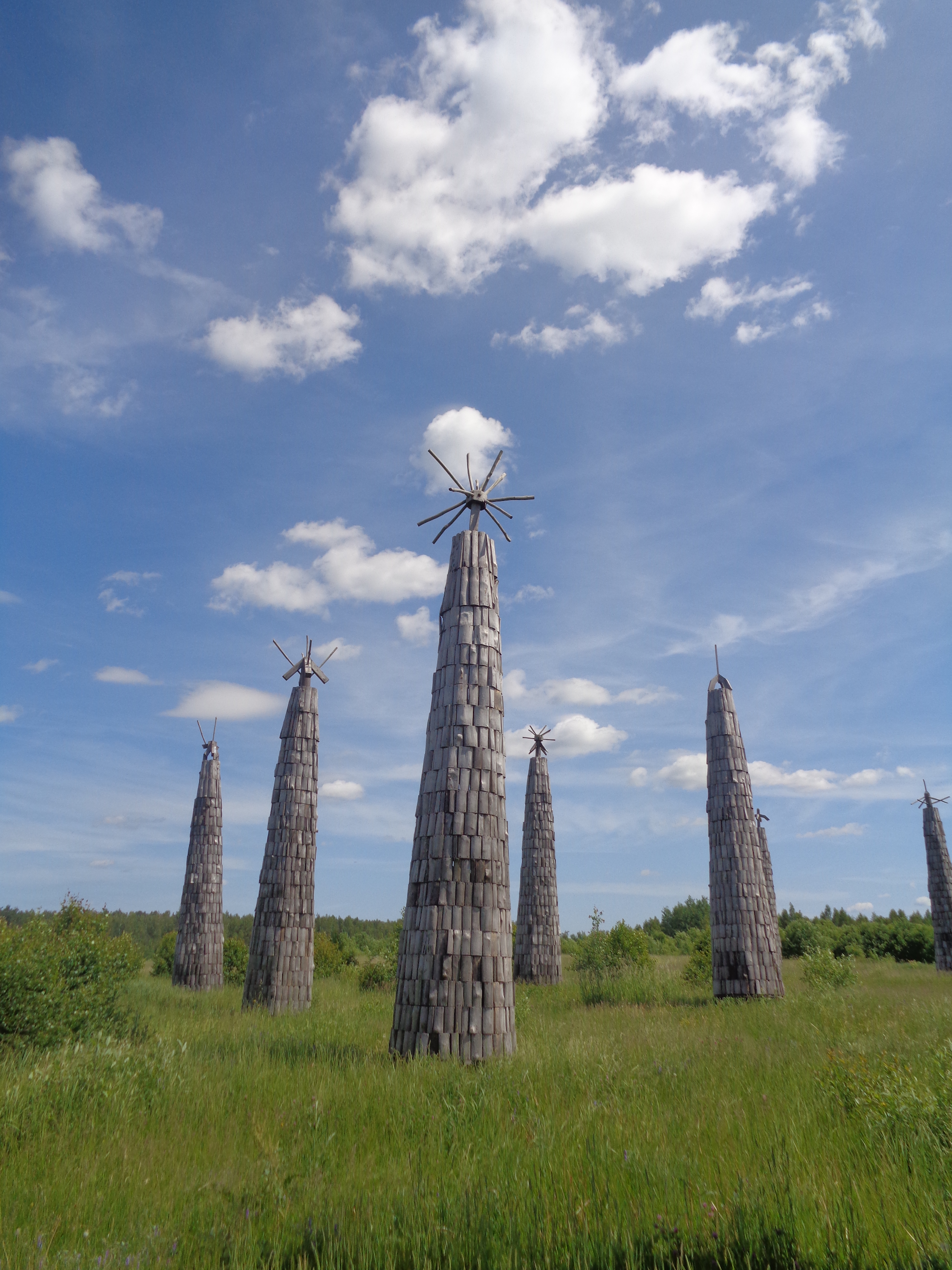
Часть арт-объекта «Вселенский разум», автор Николай Полисский, 2012 год
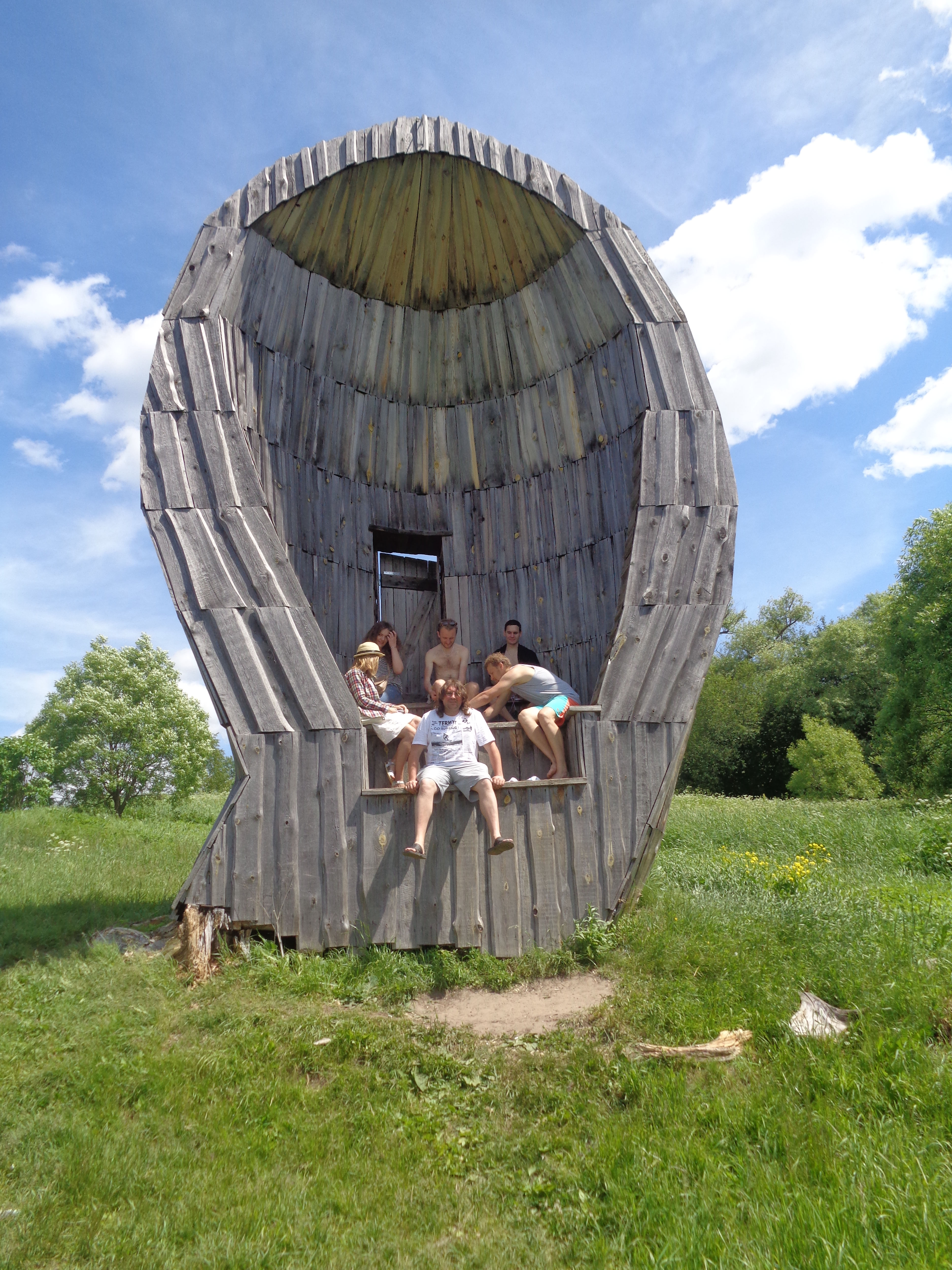
Арт-объект «Николино ухо», авторы Влад Савинкин и Владимир Кузьмин, 2006 год
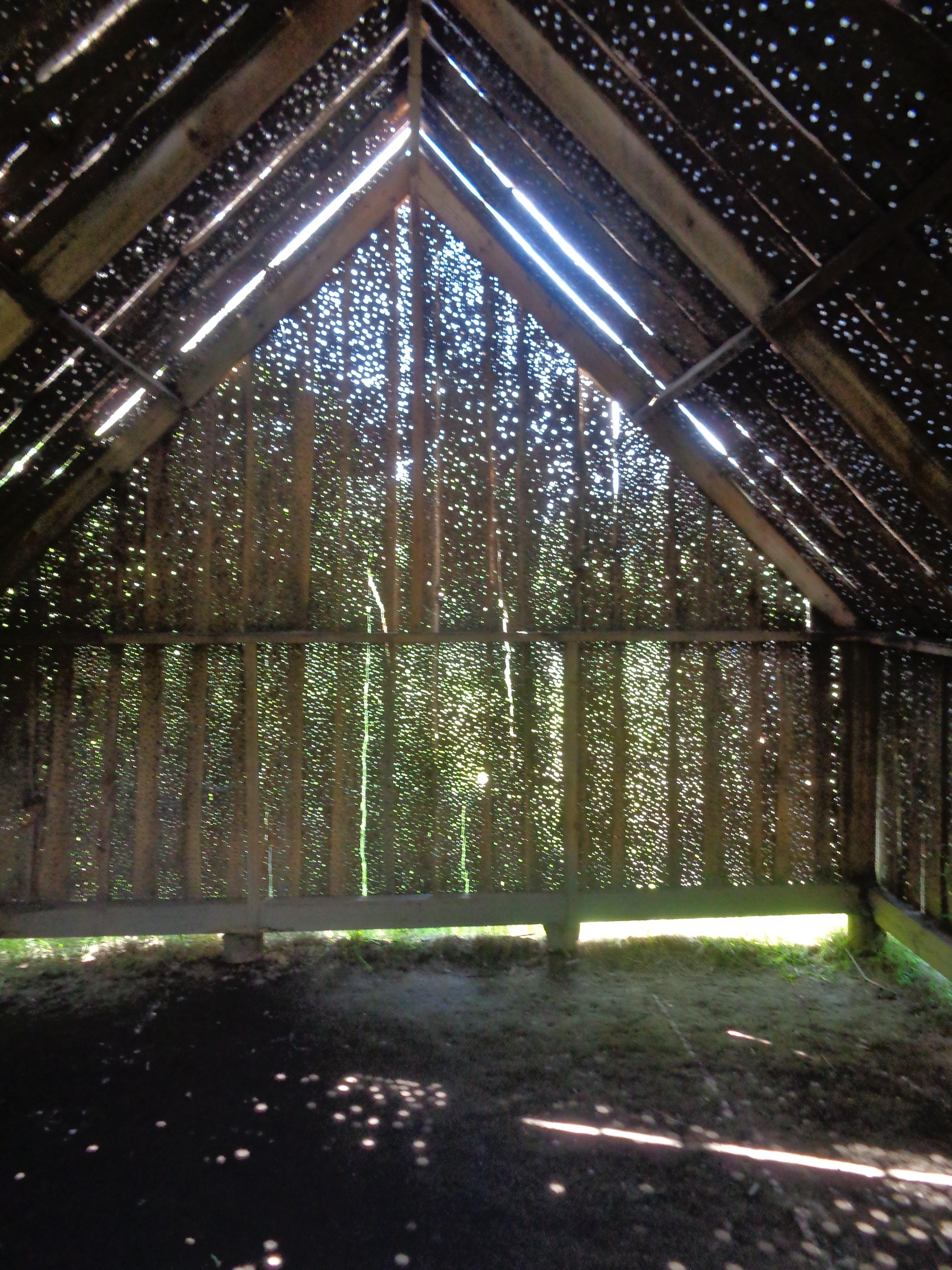
Арт-объект «Сарай», автор Проект Меганом, 2006 год
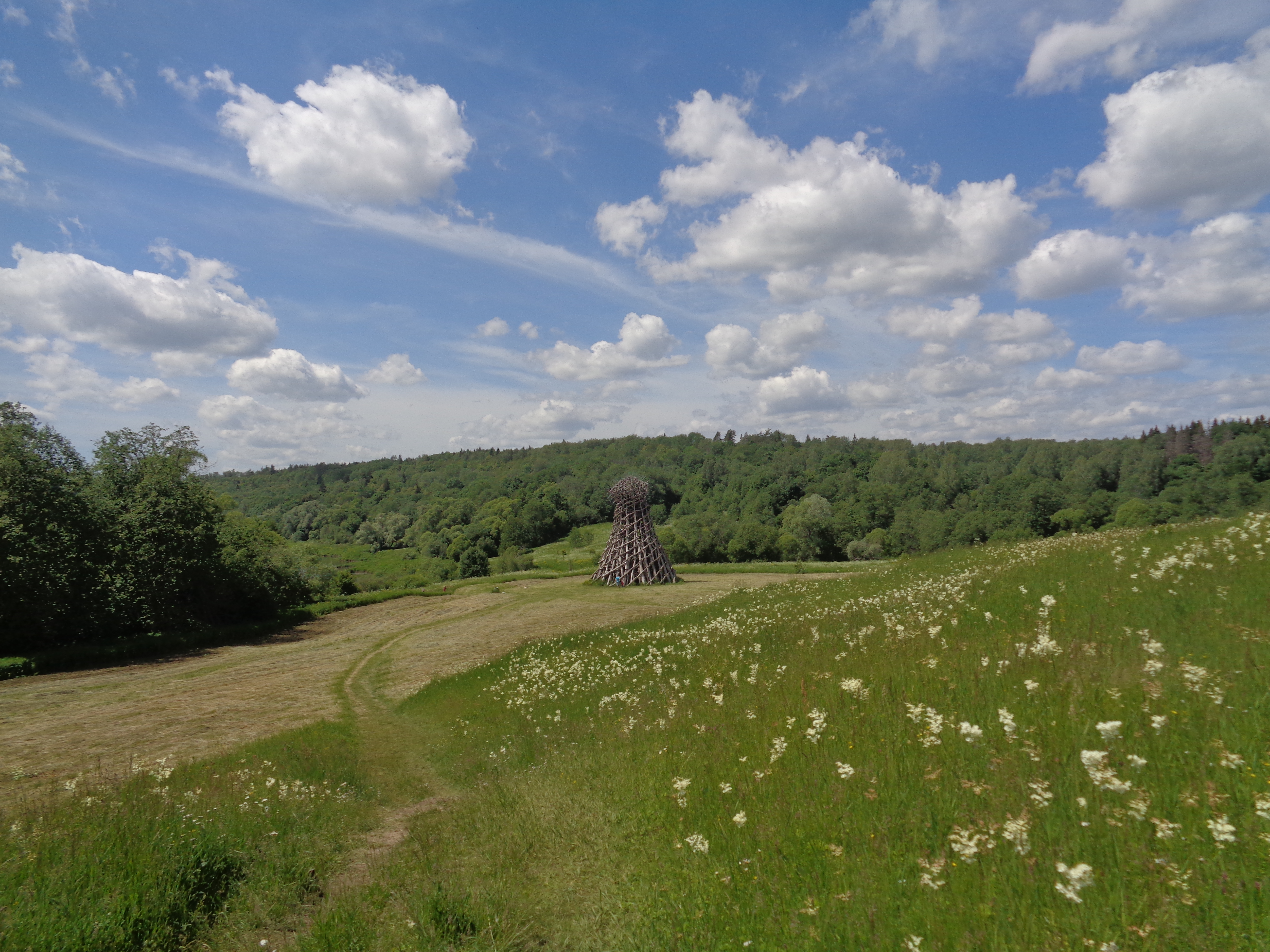
Арт-объект «Маяк на Угре», автор Николай Полисский, 2004 год
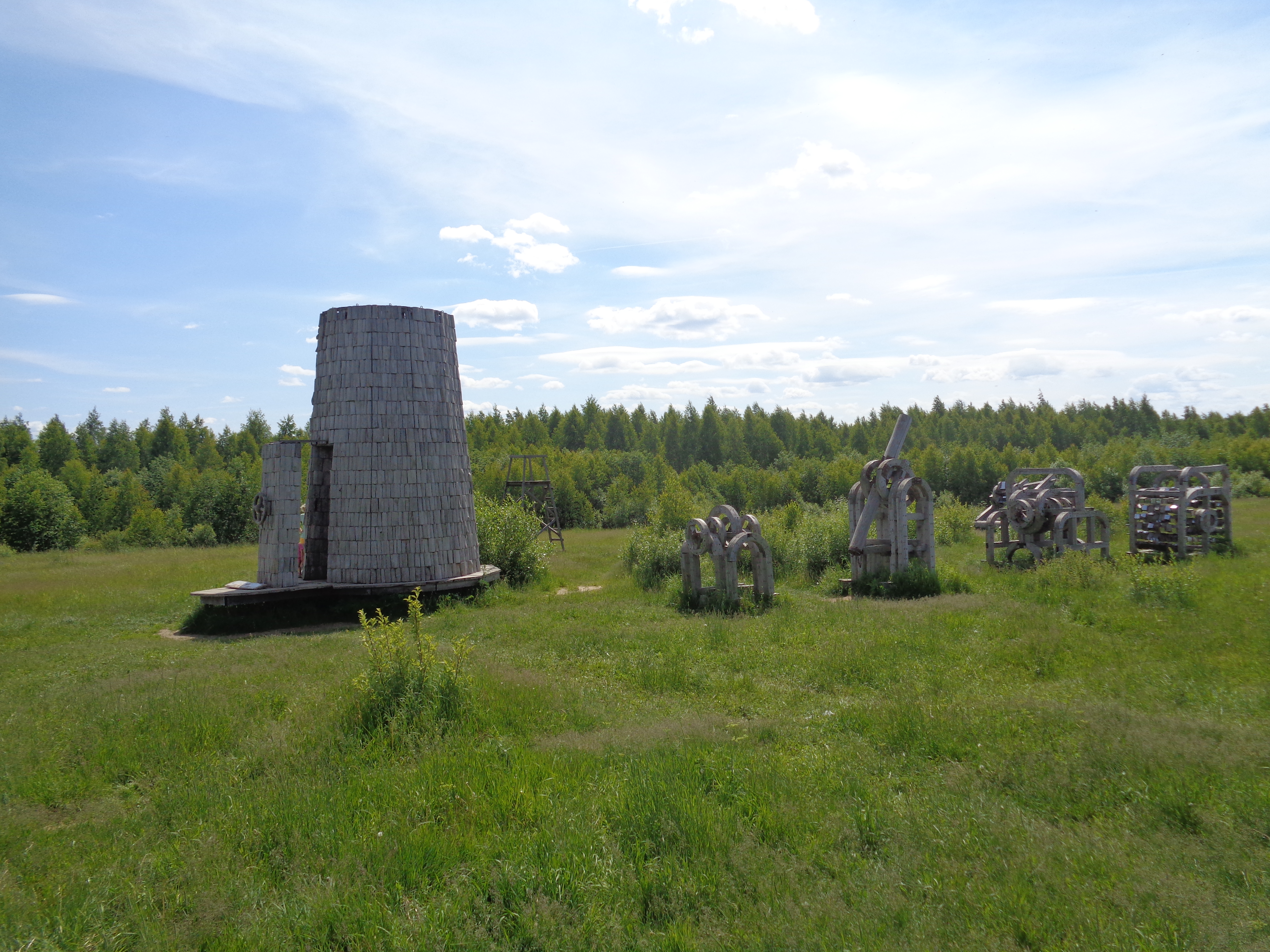
Часть арт-объекта «Вселенский разум», автор Николай Полисский, 2012 год
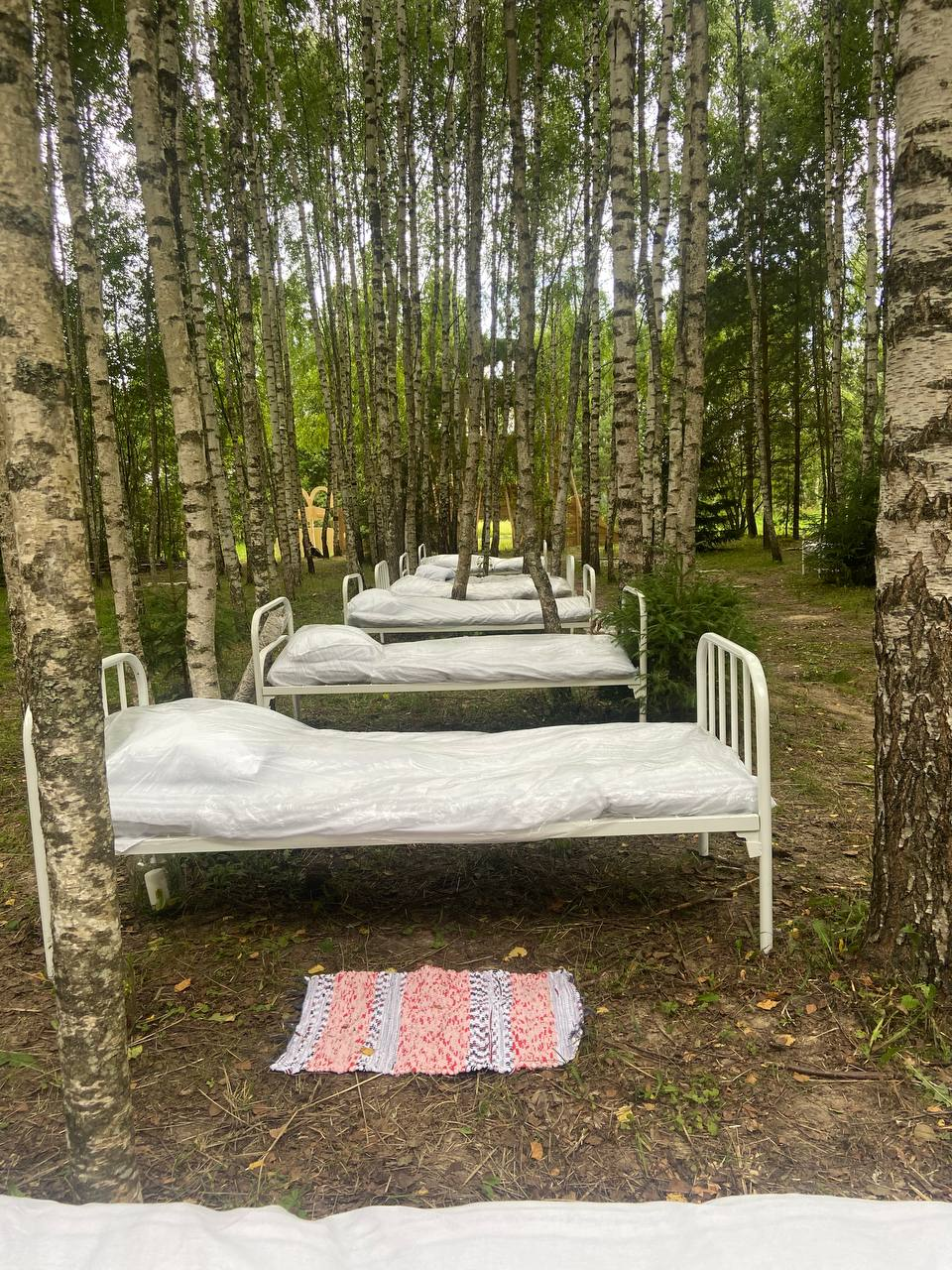
"Санаторий сна" Романа Сакина, 2022

## Похожие мероприятия
- Burning Man  в пустыне Блэк-Рок (Невада, США)